# Simona Krupeckaitė
Simona Krupeckaitė (nascida em 13 de dezembro de 1982) é uma ex-ciclista lituana que competiu no ciclismo nos Jogos Olímpicos de Verão de 2008, 2012 e 2016, representando a Lituânia.